# Meroujan Barsamian
Meroujan Barsamian (in armeno Մերուժան Ասատուրի Պարսամյան; Agn, 8 ottobre 1883 – Parigi, 16 ottobre 1944) è stato un giornalista, poeta e editore armeno naturalizzato francese.

## Attività letteraria
Era fratello dello scrittore Mkrtich Barsamian (1886-1966). 
Tra il 1897 e il 1901 si formò presso la scuola Armash.
Fondò anche Mer Daretsuytsy «Մեր տարեցույցը» tra 1910 e il 1914. 
Diresse, inoltre, la nota rivista Chant «Շանթ» negli anni dal 1911 al 1915 e tra il 1918 e il 1919. 
Nel 1919 si trasferì a Parigi. 
Tra il 1931 e il 1940 della rivista Kyank ev arvest «Կյանք և արվեստ» (*Vita e Arte) rivista fondata dal fratello.

## Opere
- Անրջանք (1904),
- Պատրանքի ծաղիկներ (1907),
- Քրիզանթեմ (1908),
- Եփրատին զոհերը (1908),
- Բանաստեղծին սիրտը (1910),
- Մարմներգութիւն (1919),
- Ապտիւլ Համիտ Բ (1919)
- Մարդկային (1938)